# Конли, Адам
Адам Майкл Конли (англ. Adam Michael Conley, 24 мая 1990, Редмонд, Вашингтон) — американский бейсболист, питчер. Выступал в Главной лиге бейсбола в составе клуба «Майами Марлинс».

## Карьера
Адам Конли родился 24 мая 1990 года в Редмонде, штат Вашингтон. Окончил старшую школу в Олимпии в 2008 году и был выбран в 32 раунде драфта клубом «Миннесота Твинс». От подписания профессионального контракта он отказался и поступил в Университет штата Вашингтон. Играл за университетскую команду в качестве клоузера и реливера. В 2011 году Адама во втором раунде драфта Главной лиги бейсбола выбрал клуб «Майами Марлинс».
В 2012 году Конли начал выступления в составе команды A-лиги «Гринсборо Грассхопперс», но после нескольких игр был переведён в лигу выше в «Джупитер Хаммерхедс». Всего за сезон Адам провёл 26 игр в роли стартового питчера и перед началом чемпионата 2013 года находился на одиннадцатом месте в рейтинге перспективных игроков «Марлинс».
Сезон 2013 года Конли провёл в команде AA-лиги «Джэксонвилл Санс», по его итогам оцениваясь пятым в списке перспективных игроков системы клуба. В 2014 году он дважды попадал в список травмированных с повреждениями локтя, из-за чего провёл за «Джупитер» и «Нью-Орлеан Зефирс» всего тринадцать игр. В составе «Нью-Орлеана» Адам начал и сезон 2015 года, проведя за команду десять игр в стартовом составе. В июне его впервые в карьере вызвали в основной состав «Марлинс» и он дебютировал в МЛБ.
Весной 2016 года на предсезонных сборах он выиграл борьбу за место в составе и впервые в карьере вошёл в заявку клуба на игру в день открытия сезона. В первой для себя игре сезона против «Вашингтона» Конли сыграл неудачно, но в дальнейшем выступал стабильнее. В июне он сыграл восемь «сухих» иннингов против «Атланты». В июле Адам одержал три победы с пропускаемость в этих матчах 1,82, но затем выбыл на шесть недель из-за тендинита бросковой руки. Всего в регулярном чемпионате он одержал восемь побед при шести поражениях, сыграв девять качественных стартов и став лучшим питчером стартовой ротации клуба.
Сезон 2017 года сложился для Адама неудачно. После шести стартов его показатель пропускаемости ERA составил 7,53, а также снизилась скорость его фастбола. Два месяца Конли провёл в фарм-клубе в AAA-лиге, после чего снова вернулся в МЛБ, но существенно улучшить свою игру не смог. Всего за год он сыграл двадцать матчей, одержав в них восемь побед при восьми поражениях. Чемпионат 2018 года Адам также начал в AAA-лиге в «Нью-Орлеан Бейби Кейкс», показав в первых трёх играх пропускаемость 19,64. Следующие пять матчей он провёл увереннее и 18 мая вернулся в состав «Марлинс» в качестве реливера. В этом качестве Конли сыграл за команду в 50 иннингах, пропустив всего 37 хитов и позволяя бьющим соперника реализовывать 20,7 % выходов на биту.
В 2020 году «Марлинс» включили Конли в состав на День открытия сезона, но ни одного матча за клуб он провести не смог после положительного теста на COVID-19. В конце августа он был выставлен на драфт отказов, а после окончания сезона получил статус свободного агента. В декабре Конли подписал однолетний контракт с клубом японской лиги «Тохоку Ракутен Голден Иглз».